# Okręgowe rozgrywki w piłce nożnej woj. białostockiego (1963/1964)
30. Edycja okręgowych rozgrywek w piłce nożnej województwa białostockiego

Okręgowe rozgrywki w piłce nożnej województwa białostockiego prowadzone są przez Białostocki Okręgowy Związek Piłki Nożnej, rozgrywane są w czterech ligach, najwyższym poziomem jest klasa okręgowa, klasa A (2 grupy), klasa B (4 grupy) oraz klasa C (tylko dla zespołów LZS - brak danych dotyczących ilości grup).

Mistrzostwo Okręgu zdobyła drużyna Mazura Ełk.

Okręgowy Puchar Polski zdobyła Puszcza Hajnówka.
Drużyny z województwa białostockiego występujące w centralnych i makroregionalnych poziomach rozgrywkowych:
- I Liga - brak
- II Liga - brak

| Rozgrywki  | Poziomy rozgrywkowe w sezonie 1963/64 | Poziomy rozgrywkowe w sezonie 1963/64     | Poziomy rozgrywkowe w sezonie 1963/64     | Poziomy rozgrywkowe w sezonie 1963/64     | Poziomy rozgrywkowe w sezonie 1963/64     | Poziomy rozgrywkowe w sezonie 1963/64     | Poziomy rozgrywkowe w sezonie 1963/64     | Poziomy rozgrywkowe w sezonie 1963/64     | Poziomy rozgrywkowe w sezonie 1963/64     | Poziomy rozgrywkowe w sezonie 1963/64     | Poziomy rozgrywkowe w sezonie 1963/64     | Poziomy rozgrywkowe w sezonie 1963/64     | Poziomy rozgrywkowe w sezonie 1963/64     | Poziomy rozgrywkowe w sezonie 1963/64     | Poziomy rozgrywkowe w sezonie 1963/64     | Poziomy rozgrywkowe w sezonie 1963/64     | Poziomy rozgrywkowe w sezonie 1963/64     | Poziomy rozgrywkowe w sezonie 1963/64     | Poziomy rozgrywkowe w sezonie 1963/64     | Poziomy rozgrywkowe w sezonie 1963/64     | Poziomy rozgrywkowe w sezonie 1963/64     | Poziomy rozgrywkowe w sezonie 1963/64     | Poziomy rozgrywkowe w sezonie 1963/64     | Poziomy rozgrywkowe w sezonie 1963/64     | Poziomy rozgrywkowe w sezonie 1963/64     | Poziomy rozgrywkowe w sezonie 1963/64     | Poziomy rozgrywkowe w sezonie 1963/64     | Poziomy rozgrywkowe w sezonie 1963/64     | Poziomy rozgrywkowe w sezonie 1963/64     | Poziomy rozgrywkowe w sezonie 1963/64     | Poziomy rozgrywkowe w sezonie 1963/64     | Poziomy rozgrywkowe w sezonie 1963/64     | Poziomy rozgrywkowe w sezonie 1963/64     | Poziomy rozgrywkowe w sezonie 1963/64     | Poziomy rozgrywkowe w sezonie 1963/64     | Poziomy rozgrywkowe w sezonie 1963/64     | Poziomy rozgrywkowe w sezonie 1963/64     | Poziomy rozgrywkowe w sezonie 1963/64     | Poziomy rozgrywkowe w sezonie 1963/64     | Poziomy rozgrywkowe w sezonie 1963/64     | Poziomy rozgrywkowe w sezonie 1963/64     | Poziomy rozgrywkowe w sezonie 1963/64     | Poziomy rozgrywkowe w sezonie 1963/64     | Poziomy rozgrywkowe w sezonie 1963/64     | Poziomy rozgrywkowe w sezonie 1963/64     | Poziomy rozgrywkowe w sezonie 1963/64     | Poziomy rozgrywkowe w sezonie 1963/64     | Poziomy rozgrywkowe w sezonie 1963/64     | Poziomy rozgrywkowe w sezonie 1963/64     | Poziomy rozgrywkowe w sezonie 1963/64     | Poziomy rozgrywkowe w sezonie 1963/64     | Poziomy rozgrywkowe w sezonie 1963/64     | Poziomy rozgrywkowe w sezonie 1963/64     | Poziomy rozgrywkowe w sezonie 1963/64     | Poziomy rozgrywkowe w sezonie 1963/64     | Poziomy rozgrywkowe w sezonie 1963/64     | Poziomy rozgrywkowe w sezonie 1963/64     | Poziomy rozgrywkowe w sezonie 1963/64     | Poziomy rozgrywkowe w sezonie 1963/64     | Poziomy rozgrywkowe w sezonie 1963/64     | Poziomy rozgrywkowe w sezonie 1963/64     |
| ---------- | ------------------------------------- | ----------------------------------------- | ----------------------------------------- | ----------------------------------------- | ----------------------------------------- | ----------------------------------------- | ----------------------------------------- | ----------------------------------------- | ----------------------------------------- | ----------------------------------------- | ----------------------------------------- | ----------------------------------------- | ----------------------------------------- | ----------------------------------------- | ----------------------------------------- | ----------------------------------------- | ----------------------------------------- | ----------------------------------------- | ----------------------------------------- | ----------------------------------------- | ----------------------------------------- | ----------------------------------------- | ----------------------------------------- | ----------------------------------------- | ----------------------------------------- | ----------------------------------------- | ----------------------------------------- | ----------------------------------------- | ----------------------------------------- | ----------------------------------------- | ----------------------------------------- | ----------------------------------------- | ----------------------------------------- | ----------------------------------------- | ----------------------------------------- | ----------------------------------------- | ----------------------------------------- | ----------------------------------------- | ----------------------------------------- | ----------------------------------------- | ----------------------------------------- | ----------------------------------------- | ----------------------------------------- | ----------------------------------------- | ----------------------------------------- | ----------------------------------------- | ----------------------------------------- | ----------------------------------------- | ----------------------------------------- | ----------------------------------------- | ----------------------------------------- | ----------------------------------------- | ----------------------------------------- | ----------------------------------------- | ----------------------------------------- | ----------------------------------------- | ----------------------------------------- | ----------------------------------------- | ----------------------------------------- | ----------------------------------------- | ----------------------------------------- |
| Centralne  | I poziom ligowy                       | I Liga                                    | I Liga                                    | I Liga                                    | I Liga                                    | I Liga                                    | I Liga                                    | I Liga                                    | I Liga                                    | I Liga                                    | I Liga                                    | I Liga                                    | I Liga                                    | I Liga                                    | I Liga                                    | I Liga                                    | I Liga                                    | I Liga                                    | I Liga                                    | I Liga                                    | I Liga                                    | I Liga                                    | I Liga                                    | I Liga                                    | I Liga                                    | I Liga                                    | I Liga                                    | I Liga                                    | I Liga                                    | I Liga                                    | I Liga                                    | I Liga                                    | I Liga                                    | I Liga                                    | I Liga                                    | I Liga                                    | I Liga                                    | I Liga                                    | I Liga                                    | I Liga                                    | I Liga                                    | I Liga                                    | I Liga                                    | I Liga                                    | I Liga                                    | I Liga                                    | I Liga                                    | I Liga                                    | I Liga                                    | I Liga                                    | I Liga                                    | I Liga                                    | I Liga                                    | I Liga                                    | I Liga                                    | I Liga                                    | I Liga                                    | I Liga                                    | I Liga                                    | I Liga                                    | I Liga                                    |
| Centralne  | II poziom ligowy                      | II Liga                                   | II Liga                                   | II Liga                                   | II Liga                                   | II Liga                                   | II Liga                                   | II Liga                                   | II Liga                                   | II Liga                                   | II Liga                                   | II Liga                                   | II Liga                                   | II Liga                                   | II Liga                                   | II Liga                                   | II Liga                                   | II Liga                                   | II Liga                                   | II Liga                                   | II Liga                                   | II Liga                                   | II Liga                                   | II Liga                                   | II Liga                                   | II Liga                                   | II Liga                                   | II Liga                                   | II Liga                                   | II Liga                                   | II Liga                                   | II Liga                                   | II Liga                                   | II Liga                                   | II Liga                                   | II Liga                                   | II Liga                                   | II Liga                                   | II Liga                                   | II Liga                                   | II Liga                                   | II Liga                                   | II Liga                                   | II Liga                                   | II Liga                                   | II Liga                                   | II Liga                                   | II Liga                                   | II Liga                                   | II Liga                                   | II Liga                                   | II Liga                                   | II Liga                                   | II Liga                                   | II Liga                                   | II Liga                                   | II Liga                                   | II Liga                                   | II Liga                                   | II Liga                                   | II Liga                                   |
| Regionalne | III poziom ligowy                     | Klasa Okręgowa                            | Klasa Okręgowa                            | Klasa Okręgowa                            | Klasa Okręgowa                            | Klasa Okręgowa                            | Klasa Okręgowa                            | Klasa Okręgowa                            | Klasa Okręgowa                            | Klasa Okręgowa                            | Klasa Okręgowa                            | Klasa Okręgowa                            | Klasa Okręgowa                            | Klasa Okręgowa                            | Klasa Okręgowa                            | Klasa Okręgowa                            | Klasa Okręgowa                            | Klasa Okręgowa                            | Klasa Okręgowa                            | Klasa Okręgowa                            | Klasa Okręgowa                            | Klasa Okręgowa                            | Klasa Okręgowa                            | Klasa Okręgowa                            | Klasa Okręgowa                            | Klasa Okręgowa                            | Klasa Okręgowa                            | Klasa Okręgowa                            | Klasa Okręgowa                            | Klasa Okręgowa                            | Klasa Okręgowa                            | Klasa Okręgowa                            | Klasa Okręgowa                            | Klasa Okręgowa                            | Klasa Okręgowa                            | Klasa Okręgowa                            | Klasa Okręgowa                            | Klasa Okręgowa                            | Klasa Okręgowa                            | Klasa Okręgowa                            | Klasa Okręgowa                            | Klasa Okręgowa                            | Klasa Okręgowa                            | Klasa Okręgowa                            | Klasa Okręgowa                            | Klasa Okręgowa                            | Klasa Okręgowa                            | Klasa Okręgowa                            | Klasa Okręgowa                            | Klasa Okręgowa                            | Klasa Okręgowa                            | Klasa Okręgowa                            | Klasa Okręgowa                            | Klasa Okręgowa                            | Klasa Okręgowa                            | Klasa Okręgowa                            | Klasa Okręgowa                            | Klasa Okręgowa                            | Klasa Okręgowa                            | Klasa Okręgowa                            | Klasa Okręgowa                            |
| Regionalne | IV poziom ligowy                      | Klasa A - gr.I                            | Klasa A - gr.I                            | Klasa A - gr.I                            | Klasa A - gr.I                            | Klasa A - gr.I                            | Klasa A - gr.I                            | Klasa A - gr.I                            | Klasa A - gr.I                            | Klasa A - gr.I                            | Klasa A - gr.I                            | Klasa A - gr.I                            | Klasa A - gr.I                            | Klasa A - gr.I                            | Klasa A - gr.I                            | Klasa A - gr.I                            | Klasa A - gr.I                            | Klasa A - gr.I                            | Klasa A - gr.I                            | Klasa A - gr.I                            | Klasa A - gr.I                            | Klasa A - gr.I                            | Klasa A - gr.I                            | Klasa A - gr.I                            | Klasa A - gr.I                            | Klasa A - gr.I                            | Klasa A - gr.I                            | Klasa A - gr.I                            | Klasa A - gr.I                            | Klasa A - gr.I                            | Klasa A - gr.I                            | Klasa A - gr.II                           | Klasa A - gr.II                           | Klasa A - gr.II                           | Klasa A - gr.II                           | Klasa A - gr.II                           | Klasa A - gr.II                           | Klasa A - gr.II                           | Klasa A - gr.II                           | Klasa A - gr.II                           | Klasa A - gr.II                           | Klasa A - gr.II                           | Klasa A - gr.II                           | Klasa A - gr.II                           | Klasa A - gr.II                           | Klasa A - gr.II                           | Klasa A - gr.II                           | Klasa A - gr.II                           | Klasa A - gr.II                           | Klasa A - gr.II                           | Klasa A - gr.II                           | Klasa A - gr.II                           | Klasa A - gr.II                           | Klasa A - gr.II                           | Klasa A - gr.II                           | Klasa A - gr.II                           | Klasa A - gr.II                           | Klasa A - gr.II                           | Klasa A - gr.II                           | Klasa A - gr.II                           | Klasa A - gr.II                           |
| Regionalne | V poziom ligowy                       | Klasa B - gr.I                            | Klasa B - gr.I                            | Klasa B - gr.I                            | Klasa B - gr.I                            | Klasa B - gr.I                            | Klasa B - gr.I                            | Klasa B - gr.I                            | Klasa B - gr.I                            | Klasa B - gr.I                            | Klasa B - gr.I                            | Klasa B - gr.I                            | Klasa B - gr.I                            | Klasa B - gr.I                            | Klasa B - gr.I                            | Klasa B - gr.I                            | Klasa B - gr.II                           | Klasa B - gr.II                           | Klasa B - gr.II                           | Klasa B - gr.II                           | Klasa B - gr.II                           | Klasa B - gr.II                           | Klasa B - gr.II                           | Klasa B - gr.II                           | Klasa B - gr.II                           | Klasa B - gr.II                           | Klasa B - gr.II                           | Klasa B - gr.II                           | Klasa B - gr.II                           | Klasa B - gr.II                           | Klasa B - gr.II                           | Klasa B - gr.III                          | Klasa B - gr.III                          | Klasa B - gr.III                          | Klasa B - gr.III                          | Klasa B - gr.III                          | Klasa B - gr.III                          | Klasa B - gr.III                          | Klasa B - gr.III                          | Klasa B - gr.III                          | Klasa B - gr.III                          | Klasa B - gr.III                          | Klasa B - gr.III                          | Klasa B - gr.III                          | Klasa B - gr.III                          | Klasa B - gr.III                          | Klasa B - gr.IV                           | Klasa B - gr.IV                           | Klasa B - gr.IV                           | Klasa B - gr.IV                           | Klasa B - gr.IV                           | Klasa B - gr.IV                           | Klasa B - gr.IV                           | Klasa B - gr.IV                           | Klasa B - gr.IV                           | Klasa B - gr.IV                           | Klasa B - gr.IV                           | Klasa B - gr.IV                           | Klasa B - gr.IV                           | Klasa B - gr.IV                           | Klasa B - gr.IV                           |
| Regionalne | VI poziom ligowy                      | Klasa C - (brak danych co do ilości grup) | Klasa C - (brak danych co do ilości grup) | Klasa C - (brak danych co do ilości grup) | Klasa C - (brak danych co do ilości grup) | Klasa C - (brak danych co do ilości grup) | Klasa C - (brak danych co do ilości grup) | Klasa C - (brak danych co do ilości grup) | Klasa C - (brak danych co do ilości grup) | Klasa C - (brak danych co do ilości grup) | Klasa C - (brak danych co do ilości grup) | Klasa C - (brak danych co do ilości grup) | Klasa C - (brak danych co do ilości grup) | Klasa C - (brak danych co do ilości grup) | Klasa C - (brak danych co do ilości grup) | Klasa C - (brak danych co do ilości grup) | Klasa C - (brak danych co do ilości grup) | Klasa C - (brak danych co do ilości grup) | Klasa C - (brak danych co do ilości grup) | Klasa C - (brak danych co do ilości grup) | Klasa C - (brak danych co do ilości grup) | Klasa C - (brak danych co do ilości grup) | Klasa C - (brak danych co do ilości grup) | Klasa C - (brak danych co do ilości grup) | Klasa C - (brak danych co do ilości grup) | Klasa C - (brak danych co do ilości grup) | Klasa C - (brak danych co do ilości grup) | Klasa C - (brak danych co do ilości grup) | Klasa C - (brak danych co do ilości grup) | Klasa C - (brak danych co do ilości grup) | Klasa C - (brak danych co do ilości grup) | Klasa C - (brak danych co do ilości grup) | Klasa C - (brak danych co do ilości grup) | Klasa C - (brak danych co do ilości grup) | Klasa C - (brak danych co do ilości grup) | Klasa C - (brak danych co do ilości grup) | Klasa C - (brak danych co do ilości grup) | Klasa C - (brak danych co do ilości grup) | Klasa C - (brak danych co do ilości grup) | Klasa C - (brak danych co do ilości grup) | Klasa C - (brak danych co do ilości grup) | Klasa C - (brak danych co do ilości grup) | Klasa C - (brak danych co do ilości grup) | Klasa C - (brak danych co do ilości grup) | Klasa C - (brak danych co do ilości grup) | Klasa C - (brak danych co do ilości grup) | Klasa C - (brak danych co do ilości grup) | Klasa C - (brak danych co do ilości grup) | Klasa C - (brak danych co do ilości grup) | Klasa C - (brak danych co do ilości grup) | Klasa C - (brak danych co do ilości grup) | Klasa C - (brak danych co do ilości grup) | Klasa C - (brak danych co do ilości grup) | Klasa C - (brak danych co do ilości grup) | Klasa C - (brak danych co do ilości grup) | Klasa C - (brak danych co do ilości grup) | Klasa C - (brak danych co do ilości grup) | Klasa C - (brak danych co do ilości grup) | Klasa C - (brak danych co do ilości grup) | Klasa C - (brak danych co do ilości grup) | Klasa C - (brak danych co do ilości grup) |

## Klasa Okręgowa - III poziom rozgrywkowy
| Poz. | Drużyna                 | M  | Z  | R | P  | Bramki | Punkty |
| ---- | ----------------------- | -- | -- | - | -- | ------ | ------ |
| 1    | Mazur Ełk               | 22 | 15 | 5 | 2  | 65-17  | 35     |
| 2    | Husar Nurzec            | 22 | 15 | 4 | 3  | 67-25  | 34     |
| 3    | Wigry Suwałki           | 22 | 8  | 8 | 6  | 44-42  | 23*    |
| 4    | Gwardia Białystok       | 22 | 8  | 7 | 7  | 34-33  | 23     |
| 5    | Sokół Sokółka           | 22 | 8  | 6 | 8  | 32-43  | 22     |
| 6    | ZKS Zambrów             | 22 | 7  | 7 | 8  | 37-34  | 21     |
| 7    | Włókniarz Białystok     | 22 | 7  | 6 | 9  | 49-37  | 20     |
| 8    | Tur Bielsk Podlaski     | 22 | 9  | 2 | 11 | 51-53  | 20     |
| 9    | Orzeł Kolno (b)         | 22 | 5  | 9 | 8  | 23-37  | 19     |
| 10   | ŁKS Start Łomża         | 22 | 7  | 3 | 12 | 36-44  | 17     |
| 11   | Skra Czarna Białostocka | 22 | 5  | 7 | 10 | 31-44* | 16*    |
| 12   | Ognisko Białystok (b)   | 22 | 5  | 2 | 15 | 32-93  | 12     |

- Za nieuregulowane składki odjęto Wigrom Suwałki 1 pkt.
- Za nieuregulowane składki odjęto Skrze Czarna Białostocka 1 pkt. i jedną bramkę.

Eliminacje do II Ligi
| Poz. | Drużyna        | M | Z | R | P | Bramki | Punkty |
| ---- | -------------- | - | - | - | - | ------ | ------ |
| 1    | Warmia Olsztyn | 8 |   |   |   | 17-5   | 12     |
| 2    | Motor Lublin   | 8 |   |   |   | 15-8   | 11     |
| 3    | Włókniarz Łódź | 8 |   |   |   | 11-0   | 9      |
| 4    | Mazur Ełk      | 8 |   |   |   | 6-11   | 5      |
| 5    | Warszawianka   | 8 |   |   |   | 6-21   | 3      |

## Klasa A - IV poziom rozgrywkowy
Grupa I
| Poz. | Drużyna                 | M  | Z  | R | P  | Bramki | Punkty |
| ---- | ----------------------- | -- | -- | - | -- | ------ | ------ |
| 1    | Puszcza Hajnówka        | 18 | 18 | 0 | 0  | 93-11  | 36     |
| 2    | Jagiellonia Białystok   | 18 | 14 | 1 | 3  | 73-24  | 29     |
| 3    | Żubr Białowieża         | 18 | 12 | 1 | 5  | 45-30  | 25     |
| 4    | Pogoń Łapy              | 18 | 10 | 1 | 7  | 64-42  | 21     |
| 5    | Gwardia II Białystok    | 18 | 9  | 2 | 7  | 53-35  | 20     |
| 6    | LZS Uhowo               | 18 | 7  | 0 | 11 | 43-49  | 14     |
| 7    | Cresovia Siemiatycze    | 18 | 6  | 1 | 11 | 38-72  | 13     |
| 8    | Supraślanka Supraśl (b) | 18 | 5  | 2 | 11 | 26-66  | 12     |
| 9    | LZS Szepietowo          | 18 | 4  | 1 | 13 | 29-54  | 9      |
| 10   | Orzeł Kleszczele (b)    | 18 | 0  | 1 | 17 | 15-96  | 1      |

Grupa II
| Poz. | Drużyna              | M  | Z | R | P | Bramki | Punkty |
| ---- | -------------------- | -- | - | - | - | ------ | ------ |
| 1    | Warmia Grajewo       | 16 |   |   |   | 112-18 | 28     |
| 2    | Cresovia Gołdap      | 16 |   |   |   | 48-21  | 25     |
| 3    | Wissa Szczuczyn      | 16 |   |   |   | 58-28  | 22     |
| 4    | Czarni Olecko        | 16 |   |   |   | 67-28  | 18     |
| 5    | Mazur II Ełk         | 16 |   |   |   | 40-48  | 15     |
| 6    | LZS POM Smolniki (b) | 16 |   |   |   | 41-61  | 14     |
| 7    | Wigry II Suwałki     | 16 |   |   |   | 26-72  | 11     |
| 8    | Pomorzan Prostki (b) | 16 |   |   |   | 37-69  | 8      |
| 9    | Promień Mońki        | 16 |   |   |   | 12-94  | 2      |

- Rezerwy ŁKS-u po sezonie wycofały się z rozgrywek.

## Klasa B - V poziom rozgrywkowy
Grupa I
| Poz. | Drużyna                      | M  | Z | R | P | Bramki | Punkty |
| ---- | ---------------------------- | -- | - | - | - | ------ | ------ |
| 1    | Gryf Choroszcz               | 14 |   |   |   | 43-21  | 22     |
| 2    | Pogoń II Łapy                | 14 |   |   |   | 33-29  | 18     |
| 3    | Skra II Czarna Białostocka   | 14 |   |   |   | 65-23  | 16     |
| 4    | Łoś Wasilków                 | 14 |   |   |   | 40-33  | 16     |
| 5    | LZS Turośń Kościelna (s)     | 14 |   |   |   | 36-31  | 16     |
| 6    | LZS Waliły                   | 14 |   |   |   | 29-44  | 10     |
| 7    | Pogranicze Kuźnica Biał. (b) | 14 |   |   |   | 24-42  | 10     |
| 8    | LZS Krynki (b)               | 14 |   |   |   | 5-52   | 2      |

Grupa II
| Poz. | Drużyna              | M | Z | R | P | Bramki | Punkty |
| ---- | -------------------- | - | - | - | - | ------ | ------ |
| 1    | Husar II Nurzec (s)  | 8 |   |   |   | 47-6   | 12     |
| 2    | Żubr Drohiczyn       | 8 |   |   |   | 22-19  | 9      |
| 3    | LZS Ciechanowiec (b) | 8 |   |   |   | 15-20  | 8      |
| 4    | Puszcza II Hajnówka  | 8 |   |   |   | 14-25  | 3      |
| 5    | Ognisko II Białystok | 8 |   |   |   | 8-36   | 0      |

- Rezerwy Ogniska wycofały się po I rundzie, w II rundzie przyznawano walkowery.

Grupa III
| Poz. | Drużyna           | M | Z | R | P | Bramki | Punkty |
| ---- | ----------------- | - | - | - | - | ------ | ------ |
| 1    | AKS Augustów (b)  | 8 |   |   |   | 31-7   | 14     |
| 2    | Jasion Jasionówka | 8 |   |   |   | 34-20  | 11     |
| 3    | LZS Nowa Wieś     | 8 |   |   |   | 18-27  | 6      |
| 4    | LZS Suchowola (s) | 8 |   |   |   | 11-26  | 5      |
| 5    | LZS Raczki        | 8 |   |   |   | 12-26  | 4      |

Grupa IV
| Poz. | Drużyna                      | M | Z | R | P | Bramki | Punkty |
| ---- | ---------------------------- | - | - | - | - | ------ | ------ |
| 1    | Włókniarz II Białystok       | 8 |   |   |   | 28-5   | 16     |
| 2    | ZKS II Zambrów               | 8 |   |   |   | 12-12  | 9      |
| 3    | Wissa II Szczuczyn (b)       | 8 |   |   |   | 18-15  | 8      |
| 4    | Ruch Wysokie Mazowieckie (b) | 8 |   |   |   | 8-16   | 5      |
| 5    | LZS Jedwabne                 | 8 |   |   |   | 3-21   | 2      |

## Klasa C (LZS, zwaną także klasą W) - VI poziom rozgrywkowy
- Brak danych co do ilości grup.
- Klasa zamknięta, tylko dla zespołów LZS.

## Puchar Polski - rozgrywki okręgowe
- Puszcza Hajnówka : Warmia Grajewo 5:3 (po dogrywce)